# Andrzej Kuśniewicz
Andrzej Kuśniewicz, né le 30 novembre 1904 à Kowenice et mort le 15 mai 1993 à Varsovie, est un homme politique et écrivain polonais.

## Biographie
Né le 30 novembre 1904 en Galicie occidentale à l’époque dans l’Empire austro-hongrois, aujourd'hui en Ukraine dans une famille de petite noblesse polonaise, après des études de droit et de sciences politiques à l'université Jagellonne de Cracovie, il occupe divers postes de diplomate. Nommé d'abord au consulat de Pologne à Užhorod (Tchécoslovaquie), il est déplacé après l'occupation de cette région par l'Allemagne, en 1938, à Budapest puis, en mai 1939, à Toulouse. Dès le début de l'occupation, il entre dans la Résistance française. Arrêté par les Allemands en 1943, interné à Fresnes (où il devient membre du parti communiste français), il est déporté à Mauthausen. Il est libéré en mai 1945 et regagne Toulouse où il est démobilisé en tant que sous-lieutenant de l'armée française. Décoré de la médaille de la Résistance par le gouvernement français, il est de 1945 à 1949, consul général de Pologne à Strasbourg puis à Lille.
Rappelé en Pologne, après de longues années de chômage, il travaille à partir de 1955 pendant une quinzaine d'années, comme rédacteur à la radio polonaise émettant pour l'étranger. Il a cinquante-deux ans quand il commence à écrire et il commence sa carrière littéraire en publiant des poèmes en 1956. Il accède à une certaine notoriété avec deux romans, Le Roi des Deux-Siciles (1970), qui est salué comme un chef-d'œuvre et traduit dans treize pays, et La Leçon de langue morte (1977), qui fait l'objet d'une adaptation cinématographique par Janusz Majewski. Il en publiera une quinzaine, en tout.
Originaire de Galicie, il dépeint, avec nostalgie mais aussi cruauté, la fin de l'Empire austro-hongrois, moment clef de l'histoire européenne, y mêlant des éléments autobiographiques. Il s’attarde sur la multiplicité des liens, l'interpénétration de cultures, le croisement des destinées de tous les habitants.
Il meurt le 15 mai 1993 à Varsovie.

## Œuvres traduites en français
- Eroica 1963 (Éd. des Syrtes, 1999)
- Le chemin de Corinthe, 1964 (Albin Michel, 1982)
- Le Roi des Deux-Siciles, 1970  (Albin Michel, 1978)
- Constellations, 1971 (Laffont, 1993)
- L’État d’apesanteur, 1973 (Albin Michel, 1979)
- La Leçon de langue morte, 1977  (Albin Michel, 1981)
- Vitrail, 1980 (Albin Michel, 1990)
- Volte, 1988 (Actes Sud, 1992)